# 小川知子 (女優)
小川 知子（おがわ ともこ、1949年〈昭和24年〉1月26日 - ）は、日本の女優・歌手。広島県広島市生まれ 、東京都北区育ち。
1970年前後に、人気アイドル歌手として有名になる。1980年代は『金曜日の妻たちへ』などのテレビドラマに出演。1990年代は幸福の科学の関係者として知られた。

## 人物
広島市の生まれ。祖父は近衛兵を務めた。3歳の時、東京王子に転居。北区立王子小学校の同級生に羽田健太郎がいる。
バレエを習いながら小学校5年の時東宝児童劇団に入り1960年、日本テレビドラマ『ママちょっと来て』でデビュー。
子役としてドラマの出演の他、精華学園女子中学校在学中から日本テレビのバラエティ番組『九ちゃん!』の司会などで活躍。1965年16歳で東映にスカウトされ入社。同期に大原麗子らがいる。『悪魔のようなすてきな奴』で映画デビュー。『大奥㊙物語』（新人賞受賞）、『続・大奥㊙物語』の主演など3年間に10数本の映画に出演。
また1965年、TBS『夢のスタジオ』の司会を久保浩と共に務める。1966年久保浩と一緒に歌ったリズム歌謡「恋旅行」を初シングルとしてビクターから発売する。1967年精華学園女子高等学校卒業。青春路線をやるという約束で東映にスカウトされたが、結局、青春ものは1本もやらずに、いやらしい題名の映画（『尼寺㊙物語』）をやらせようとしたと、18歳で単身東映本社に乗り込み東映と契約を解消した。東映との契約はまだ2年以上残っており、すぐに東芝から歌手デビューしたこともあって、小川の振る舞いに当時のマスコミは散々叩いた。
1968年、「ゆうべの秘密」で正式に東芝から歌手デビュー。オリコン1位を獲得するヒットを記録。
この曲は南米コロンビアでも70年代初頭に「Amor japonés」（"日本の愛"の意味）という題名でヒットした。小川が歌唱したものだが、「AKAINA AKAMOTO」という歌手が歌ったことになっており（TOMOKO OGAWA が変化したものと見られる）、日本からどのようにしてこの曲がコロンビアに広まりヒットしたのかは不明である。
なお「ゆうべの秘密」レコーディング時には熱を出していたために、「吐息タッチ」な歌声になってしまったという。それでも男心をくすぐるその歌声で一躍人気者となりヒット曲を連打、『NHK紅白歌合戦』には1968年から1970年まで3年連続出場した。『夜のヒットスタジオ』の第1回放送にも出演。俳優時代の演技力を生かし『夜のヒットスタジオ』の挿入コントの柱となり、『巨泉・前武ゲバゲバ90分!』などでもコントを演じた。
1968年人気絶頂時に兄と20日間海外旅行。当時芸能人が長期休暇を取得することは異例だった。ミニスカートが流行りはじめると最も早くこれを取り入れる。
18歳の時、キャンティで知り合った恋人のカーレーサー・福澤幸雄（福澤諭吉の曾孫）が1969年2月12日、テスト走行中に事故死。直後の『夜のヒットスタジオ』収録で、「初恋のひと」を歌いながら泣き崩れた事件は、テレビ界に衝撃を与え、伝説化した。小川の同番組出演は福澤急死後、急遽決まったもので、他人の不幸に便乗した形の高視聴率獲得戦術に、悪趣味と批判する論調も出た。「初恋のひと」は発売後は伸び悩んでいたが、これを切っ掛けに急激に売上げが上昇し30万枚以上を売る大ヒットとなった。
1970年代に入ると、再び映画・テレビを中心に活躍。映画では『「されどわれらが日々」より　別れの詩』（1971年）のヒロインを演じ、日本で人気があったフランス人俳優ルノー・ヴェルレーと共演した『恋の夏』（1972年）などに主演。
福澤の死から3年経った1973年、福澤が愛し、奪った世界をしっかりこの目で見てこの手で記録し、そして乗り越えたいと、自ら出演、監督、主題歌、撮影、録音、編集をこなしたドキュメンタリー『マカオ・グランプリ』を撮影。また実年齢より落ち着いた色っぽい大人の女性の雰囲気を持ち、20代半ばでダイハツの初代シャルマンのイメージキャラクターなども務めた。1975年当時としては珍しく個人事務所を設立。テレビでは1983年から放送を開始した『金曜日の妻たちへ』などの不倫ドラマが有名。また『夜のヒットスタジオ』では、谷村新司とのデュエット曲「忘れていいの-愛の幕切れ-」（1984年）を歌唱中、谷村が小川の胸元に手を忍び込ませ、大きな話題を呼んだ。
1977年、俳優・林与一と結婚するも後に離婚。その後、美術評論家の伊東順二と再婚した。
1991年、作家・景山民夫と「幸福の科学」の広告塔となり、雑誌「フライデー」の記事に対する講談社への抗議活動を行う（講談社フライデー事件）。闘士の如く絶叫し、マスコミに大々的に取り上げられ、世間の話題をさらった。この事件後、マスメディアの露出が極端に減ることになる。その後、1998年に景山が火災により死去した際には、｢馬車に導かれて昇天する景山氏を見た」と極めてオカルト色の強い発言をした。
1994年、ドラマ「命ささえて－ママ、パパはエイズなの？」で日本民間放送連盟優秀賞を受賞。
1996年の夏、公私ともに親交のある歌手の美川憲一と共にフジテレビ「世界の超豪華・珍品料理」で蛇料理を食べさせられたり、同「第20回爆笑!スターものまね王座決定戦」審査員、テレビ朝日「徹子の部屋」出演など、露出が減っていた時期にバラエティ・トーク番組のゲスト出演を積極的に行っていた時期もあった。
2000年代頃から歌手活動を再開し、2006年には『玉置宏の歌のアルバム同窓会コンサート』で、橋幸夫、錦野旦、フォーリーブスらと全国をまわった。
カラーコーディネーターの資格をもち、多方面で活躍している。
幸福の科学の月刊誌「アー・ユー・ハッピー?」で2010年7月からエッセイを連載している。

## 略史
- 1960年：テレビドラマ『ママちょっと来て』でデビュー（子役）
- 1965年：映画でデビュー『悪魔のようなすてきな奴』（東映）
- 1967年：エランドール賞（新人賞）受賞
- 1968年：歌手デビュー『ゆうべの秘密』
- 1968年：第19回NHK紅白歌合戦出場（『ゆうべの秘密』）
- 1969年：第20回NHK紅白歌合戦出場（『初恋のひと』）
- 1970年：第21回NHK紅白歌合戦出場（『思いがけない別れ』）

## 主な映画
- 悪魔のようなすてきな奴（1965年）
- 新蛇姫様・お島千太郎（1965年）
- 明治暗黒街（1965年）
- 怪竜大決戦（1966年）
- 十七人の忍者・大血戦（1966年）
- 続兄弟仁義（1966年）
- お尋ね者七人（1966年）
- 大奥(秘)物語（1967年）
- 喜劇 競馬必勝法（1967年）
- 続大奥(秘)物語（1967年）
- 人間魚雷 あゝ回天特別攻撃隊（1968年）
- 別れの詩（1971年）
- 恋の夏（1972年）
- さよならマカオ　ドキュメンタリー監督も（1973）
- 君はいま光のなかに（1978年）
- ノストラダムス戦慄の啓示（1994年）

## 主なテレビドラマ
- ママちょっと来て（1960年、日本テレビ）
- 青年の樹（1961年、TBS）
- 第7の男（1964年、フジテレビ）
- 陽のあたる坂道（1965年、TBS）
- 新選組血風録（1965年）
- 燃えよ剣（1966年、NET）
- 銭形平次 （フジテレビ）
  - 第8話「刑場の花嫁」（1966年）
  - 第53話「盗まれた爆薬」（1967年）
- 三匹の侍 第4シリーズ 第25話「闘い」（1967年、フジテレビ） - お仙 役
- 俺は用心棒 第1シリーズ 第5話「紅さんご」（1967年、NET）
- 意地悪ばあさん（1967年　読売テレビ）
- わが恋の墓標(1972年，NET）
- 恋人たちの鎮魂歌（1973年、NTV）
- 霧のサンフランシスコ（1974年、TBS）
- 座頭市物語 （フジテレビ）
  - 第1シリーズ 第21話「湖に咲いたこぼれ花」（1975年）
  - 第2シリーズ 第1話「恋鴉いのち百両」（1978年）
- ふりむくな鶴吉 第40話「おりん」（1975年、NHK総合）
- 日本沈没・テレビシリーズ（1975年、TBS） 有吉摩耶役
- 痛快!河内山宗俊 第2話「ねり塀小路がひと肌脱いだ」（1975年、フジテレビ）
- 君の歌が聞きたい（1975年、TBS）
- 銀河テレビ小説 （NHK総合）
  - 雨やどり（1975年） - 京子 役
- その人は今（1976年、NHK総合） - 須川久子 役
- 夜明けまでの恐怖（1977年、TBS）
- 東芝日曜劇場
  - サッちゃんきれいになったよ（1977年7月17日、TBS） - 池ヶ谷紀子 役
  - 二人だけの......（1990年、TBS）
- 砂の器[1]（1977年、フジ）
- 家族（1977年、TBS）
- 新選組始末記（1977年、TBS）
- 愛のトロフィー（1978年、日本テレビ）
- 土曜ワイド劇場（テレビ朝日系）

「怪奇！巨大蜘蛛の館　復讐を決意した姉の前に現われるクモは妹のすすり泣く怨霊か」（1978年8月26日、円谷プロ） - 中川彩子 役
- 女たちの忠臣蔵（1979年、TBS）
- ある日突然?!スパゲティ・ママの青春白書（1980年、テレビ朝日）上杉直子 役
- 出逢い（1981年、TBS）
- 橋田壽賀子ドラマ・結婚（1982年、TBS）
- 女かじき特急便（1982年、日本テレビ）
- 影の軍団Ⅲ（1982年、関西テレビ）
- 金曜日の妻たちへ[1]（1983年、TBS ）
- 看護婦日記 パートI（1983年、TBS）広橋厚子 役
- さよならを教えて（1983年、TBS）若杉玲以子 役
- 春の波涛（1985年、NHK大河ドラマ）
- 金曜日の妻たちへIII恋におちて（1985年、TBS）
- 妻たちの課外授業II（1986年 - 1987年、日本テレビ）
- どうぶつ通り夢ランド 第12話「クリスマスの夜 白いラマに乗って」（1986年、テレビ朝日）
- 女と女 華やかな春（1987年1月3日、フジテレビ） - 桜坂美樹 役
- クセになりそな女たち（1987年、フジテレビ）
- あなたもスターになりますか（1987年、TBS）
- ドラマ23 / 別れぬ理由（1988年、TBS）
- 男と女のミステリー / 美人キャスター危機一髪!（1988年、フジテレビ）香川絵里子 役
- おんな警視連城真衣子（1988年、テレビ朝日）
- 乱歩賞作家サスペンス「その夜、死はウインクした」（1988年、関西テレビ・アズバーズ）
- しらべる女（1988年、フジテレビ）
- しらべる女2（1989年、フジテレビ）
- 火曜サスペンス劇場（日本テレビ系）

「女たちは一度勝負する」（1989年2月、東宝）
「森村誠一の途中下車」（1990年5月、日本映像）　
「ルノアール名画殺人事件」（1991年2月、東宝）
「三十年目の同窓会」（1991年5月、東北新社）
「京都警備士日誌」（1997年8月）大熊日向子 役
- 現代神秘サスペンス「青い目の人魚」（1989年7月、関西テレビ・アズバーズ）
- 女王蜂（1990年、テレビ朝日）
- 燃えよ剣（1990年、テレビ東京）
- ドラマ30 / 命ささえて－ママ、パパはエイズなの？（1993年、毎日放送）
- 月曜ドラマスペシャル / 刑事・野呂盆六（1993年、TBS）
- 氷炎 死んでもいい（1997年、東海テレビ）
- 京都迷宮案内 第1シリーズ 第1話「事件記者 魔界に挑む! 美しき紅葉の殺意」（1999年、テレビ朝日）
- 暴れん坊将軍IX 第31話「頑固爺いが一目惚れ! 襲われた蛇の目傘の女」（1999年、テレビ朝日） お吟役

## NHK紅白歌合戦出場歴
| 年度/放送回   | 回 | 曲目             | 出演順 | 対戦相手               | 備考       |
| ------------- | -- | ---------------- | ------ | ---------------------- | ---------- |
| 1968年/第19回 | 初 | ゆうべの秘密     | 04/23  | 黒沢明とロス・プリモス | 紅白初出場 |
| 1969年/第20回 | 2  | 初恋のひと       | 03/23  | 西郷輝彦               |            |
| 1970年/第21回 | 3  | 思いがけない別れ | 10/24  | 千昌夫                 |            |

（注意点）
- 対戦相手の歌手名の( )内の数字はその歌手との対戦回数、備考のトリ等の次にある( )はトリ等を務めた回数を表す。
- 曲名の後の（○回目）は紅白で披露された回数を表す。
- 出演順は「（出演順）／（出場者数）」で表す。

## テレビ番組
- ひるおび!（TBSテレビ、2019年頃まで）
- Nスタ（TBSテレビ）
- クイズダービー（TBSテレビ、1979年6月30日宮尾すすむと緑枠で出場者、1992年7月11日2枠解答者・1992年8月8日4枠解答者・1992年11月28日4枠解答者）
- エリザベス宝石テレビショッピング
- 朝は楽しく!（テレビ東京）

## ディスコグラフィ

### シングル
1968年「ゆうべの秘密」～1974年「海が見たいの」までは、2023年4月1日にVictor EntertainmentからMEG-CDでも発売されている。
| #                    | 発売日          | A/B面    | タイトル              | 作詞         | 作曲        | 編曲         | 規格品番  |
| ビクター             | ビクター        | ビクター | ビクター              | ビクター     | ビクター    | ビクター     | ビクター  |
| -------------------- | --------------- | -------- | --------------------- | ------------ | ----------- | ------------ | --------- |
| [ 注釈 1 ]           | 1966年 7月      | A面      | 恋旅行                | 佐伯孝夫     | 吉田正      | 吉田正       | SV-439    |
| [ 注釈 1 ]           | 1966年 7月      | B面      | この胸のときめきを    | 佐伯孝夫     | 吉田正      | 吉田正       | SV-439    |
| 東芝レコード         |                 |          |                       |              |             |              |           |
| 1                    | 1968年 2月1日   | A面      | ゆうべの秘密          | タマイチコ   | 中洲朗      | 森岡賢一郎   | TP-1591   |
| 1                    | 1968年 2月1日   | B面      | あなたに夢中なの      | 有馬三恵子   | 鈴木淳      | 森岡賢一郎   | TP-1591   |
| 2                    | 1968年 5月10日  | A面      | 恋のときめき          | 有馬三恵子   | 鈴木淳      | 森岡賢一郎   | TP-1652   |
| 2                    | 1968年 5月10日  | B面      | ふたりだけの雨の夜    | 有馬三恵子   | 鈴木淳      | 森岡賢一郎   | TP-1652   |
| 3                    | 1968年 9月13日  | A面      | 誰もいない処で        | タマイチコ   | 中洲朗      | 北双葉       | TP-2054   |
| 3                    | 1968年 9月13日  | B面      | ひとりの恋            | 江面幸子     | 鈴木邦彦    | 鈴木邦彦     | TP-2054   |
| 4                    | 1969年 1月21日  | A面      | 初恋のひと            | 有馬三恵子   | 鈴木淳      | 川口真       | TP-2115   |
| 4                    | 1969年 1月21日  | B面      | ふたりになりたい      | 有馬三恵子   | 鈴木淳      | 川口真       | TP-2115   |
| 5                    | 1969年 5月1日   | A面      | 恋のなごり            | なかにし礼   | 大沢浄二    | 川口真       | TP-2150   |
| 5                    | 1969年 5月1日   | B面      | 霧よいつまでも        | 有馬三恵子   | 鈴木邦彦    | 鈴木邦彦     | TP-2150   |
| 6                    | 1969年 9月1日   | A面      | 銀色の雨              | 松井由利夫   | 鈴木淳      | 森岡賢一郎   | TP-2200   |
| 6                    | 1969年 9月1日   | B面      | さよならがこわいの    | 悠木圭子     | 鈴木淳      | 森岡賢一郎   | TP-2200   |
| 7                    | 1969年 12月20日 | A面      | あなたと生きる        | なかにし礼   | 鈴木邦彦    | 鈴木邦彦     | TP-2230   |
| 7                    | 1969年 12月20日 | B面      | 明日になれば          | なかにし礼   | 鈴木邦彦    | 川口真       | TP-2230   |
| 8                    | 1970年 4月5日   | A面      | 思いがけない別れ      | 丹古晴己     | 鈴木淳      | 森岡賢一郎   | TP-2260   |
| 8                    | 1970年 4月5日   | B面      | 幸せなんて            | 丹古晴己     | 鈴木淳      | 森岡賢一郎   | TP-2260   |
| 9                    | 1970年 7月5日   | A面      | 愛こそいちずに        | 橋本淳       | 筒美京平    | 筒美京平     | TP-2300   |
| 9                    | 1970年 7月5日   | B面      | ボンジュール涙        | 橋本淳       | 筒美京平    | 筒美京平     | TP-2300   |
| 10                   | 1970年 10月5日  | A面      | 恋のぬくもり          | 丹古晴己     | 鈴木淳      | 小野崎孝輔   | TP-2340   |
| 10                   | 1970年 10月5日  | B面      | あなたのもの 私のもの | 丹古晴己     | 鈴木淳      | 小野崎孝輔   | TP-2340   |
| 11                   | 1971年 2月5日   | A面      | 美しく燃えて          | 橋本淳       | 筒美京平    | 筒美京平     | TP-2385   |
| 11                   | 1971年 2月5日   | B面      | 雨に濡れたら          | 橋本淳       | 筒美京平    | 筒美京平     | TP-2385   |
| 12                   | 1971年 6月5日   | A面      | 愛のゆくえ            | 有馬三恵子   | 長沢ロー    | 森岡賢一郎   | TP-2467   |
| 12                   | 1971年 6月5日   | B面      | あの日暑くなければ    | 秋川まり     | 長沢ロー    | 森岡賢一郎   | TP-2467   |
| 13                   | 1971年 10月5日  | A面      | ごめんなさい          | 安井かずみ   | 筒美京平    | 筒美京平     | TP-2535   |
| 13                   | 1971年 10月5日  | B面      | むらさきの夜          | 安井かずみ   | 筒美京平    | 筒美京平     | TP-2535   |
| 14                   | 1972年 2月5日   | A面      | おんなの夢            | なかにし礼   | 長沢ロー    | 高田弘       | TP-2610   |
| 14                   | 1972年 2月5日   | B面      | 桜の花が散るように    | なかにし礼   | 長沢ロー    | 高田弘       | TP-2610   |
| 15                   | 1972年 6月5日   | A面      | 別れてよかった        | なかにし礼   | 川口真      | 川口真       | TP-2677   |
| 15                   | 1972年 6月5日   | B面      | 今から始まる          | なかにし礼   | 川口真      | 川口真       | TP-2677   |
| 16                   | 1972年 11月5日  | A面      | 若草の頃              | なかにし礼   | 川口真      | 川口真       | TP-2762   |
| 16                   | 1972年 11月5日  | B面      | めぐり逢えたら        | なかにし礼   | 川口真      | 川口真       | TP-2762   |
| 17                   | 1973年 4月5日   | A面      | さよならマカオ        | 大坪善男     | 三保敬太郎  | 三保敬太郎   | TP-2824   |
| 17                   | 1973年 4月5日   | B面      | 走りのテーマ          | -            | 三保敬太郎  | 三保敬太郎   | TP-2824   |
| 18                   | 1973年 4月20日  | A面      | 風に吹かれて          | なかにし礼   | 川口真      | 川口真       | TP-2830   |
| 18                   | 1973年 4月20日  | B面      | 朝の自転車            | なかにし礼   | 川口真      | 川口真       | TP-2830   |
| 19                   | 1973年 8月5日   | A面      | 恋は狼                | なかにし礼   | 川口真      | 川口真       | TP-2885   |
| 19                   | 1973年 8月5日   | B面      | 悲しみが扉をたたく    | なかにし礼   | 服部克久    | 服部克久     | TP-2885   |
| 20                   | 1973年 12月25日 | A面      | 五番街の店            | 山口あかり   | 長沢ロー    | 北野ひろし   | TP-2966   |
| 20                   | 1973年 12月25日 | B面      | 愛と自由を求めて      | 秋川まり     | T.Pinefield | 穂口雄右     | TP-2966   |
| 21                   | 1974年 6月5日   | A面      | 海が見たいの          | なかにし礼   | 筒美京平    | 高田弘       | TP-20019  |
| 21                   | 1974年 6月5日   | B面      | 一緒に住みましょう    | なかにし礼   | 筒美京平    | 高田弘       | TP-20019  |
| 22                   | 1974年 11月5日  | A面      | 疑惑のブレスレット    | さいとう大三 | 馬飼野康二  | あかのたちお | TP-20075  |
| 22                   | 1974年 11月5日  | B面      | ジミーからの手紙      | さいとう大三 | 馬飼野康二  | あかのたちお | TP-20075  |
| フィリップスレコード |                 |          |                       |              |             |              |           |
| 23                   | 1975年 10月25日 | A面      | えれじい－哀歌        | 杉紀彦       | 井上忠夫    | 馬飼野俊一   | FS-1845   |
| 23                   | 1975年 10月25日 | B面      | 二十五才の遺書        | 杉紀彦       | 井上忠夫    | 馬飼野俊一   | FS-1845   |
| 24                   | 1976年 3月25日  | A面      | 黄昏かもめ            | 杉紀彦       | 都倉俊一    | 都倉俊一     | FS-1863   |
| 24                   | 1976年 3月25日  | B面      | 回想録                | 杉紀彦       | 都倉俊一    | 都倉俊一     | FS-1863   |
| 25                   | 1977年 4月25日  | A面      | ドライブイン物語      | 西岡恭蔵     | 大野雄二    | 大野雄二     | FS-2052   |
| 25                   | 1977年 4月25日  | B面      | ティー・タイム        | 武田康子     | 小六禮次郎  | 小六禮次郎   | FS-2052   |
| 26                   | 1977年 12月5日  | A面      | 雨の降る街            | 岩谷時子     | 三木たかし  | 萩田光雄     | FS-2074   |
| 26                   | 1977年 12月5日  | B面      | ひとつ屋根の下で      | 岩谷時子     | 三木たかし  | 萩田光雄     | FS-2074   |
| 27                   | 1978年 7月25日  | A面      | それが素敵            | 来生えつこ   | 来生たかお  | 松井忠重     | FS-2106   |
| 27                   | 1978年 7月25日  | B面      | 恋の模様替え          | 来生えつこ   | 来生たかお  | 松井忠重     | FS-2106   |
| EMIミュージック      |                 |          |                       |              |             |              |           |
| 28                   | 1995年 7月19日  | 01       | ゆうべの秘密'95       | タマイチコ   | 長沢ロー    | 藤原いくろう | TODT-3530 |
| 28                   | 1995年 7月19日  | 02       | テンダリー            | 山口あかり   | 長沢ロー    | 藤原いくろう | TODT-3530 |
| 29                   | 1995年 7月19日  | 01       | 初恋のひと'95         | 有馬三恵子   | 鈴木淳      | 藤原いくろう | TODT-3531 |
| 29                   | 1995年 7月19日  | 02       | 思いがけない別れ'95   | 丹古晴己     | 鈴木淳      | 藤原いくろう | TODT-3531 |

### デュエット・シングル
| 発売日         | デュエット | A/B面 | タイトル                 | 作詞     | 作曲     | 編曲       | レーベル   | 規格品番 |
| -------------- | ---------- | ----- | ------------------------ | -------- | -------- | ---------- | ---------- | -------- |
| 1984年 2月25日 | 谷村新司   | A面   | 忘れていいの-愛の幕切れ- | 谷村新司 | 谷村新司 | 馬飼野康二 | ポリスター | 7P-95    |
| 1984年 2月25日 | 谷村新司   | B面   | 愛すれど心さびしく       | 谷村新司 | 谷村新司 | 馬飼野康二 | ポリスター | 7P-95    |

### アルバム

#### オリジナル・アルバム
| No.                  | 発売日         | タイトル                         | 規格         | 規格品番     | 備考             |
| 東芝レコード         | 東芝レコード   | 東芝レコード                     | 東芝レコード | 東芝レコード | 東芝レコード     |
| -------------------- | -------------- | -------------------------------- | ------------ | ------------ | ---------------- |
| 1                    | 1968年9月10日  | ゆうべの秘密                     | LP           | TP-7270      |                  |
| 1                    | 1994年11月30日 | ゆうべの秘密                     | CD           | TOCT-8618    |                  |
| 1                    | 2005年4月20日  | ゆうべの秘密                     | CD           | TOCT-16021   |                  |
| 1                    | 2008年9月26日  | ゆうべの秘密                     | CD           | TOCT-26683   | 紙ジャケット仕様 |
| 2                    | 1969年6月1日   | 初恋のひと                       | LP           | TP-7317      |                  |
| 2                    | 1994年11月30日 | 初恋のひと                       | CD           | TOCT-8619    |                  |
| 3                    | 1969年12月1日  | あなたと生きる                   | LP           | TP-7378      |                  |
| 3                    | 2013年10月23日 | あなたと生きる                   | CD           | TYCN-60006   |                  |
| 4                    | 1970年7月5日   | 恋する女                         | LP           | TP-7432      |                  |
| 5                    | 1971年7月5日   | 愛の詩～LOVE STORY               | LP           | TP-8097      |                  |
| 6                    | 1971年12月     | 愛のスクリーン・テーマ           | LP           | TP-8142      |                  |
| 7                    | 1972年6月1日   | 別れてよかった                   | LP           | TP-8184      |                  |
| 8                    | 1973年4月20日  | 9～Nice Songs With You           | LP           | TP-8242      |                  |
| 9                    | 1973年6月20日  | Milky Way                        | LP           | TP-8260      |                  |
| 9                    | 2014年8月29日  | Milky Way                        | CD           | PROT-1134    |                  |
| 10                   | 1973年12月     | タッチ・ミー                     | LP           | TP-9104      |                  |
| 11                   | 1974年6月5日   | Softly Tomoko                    | LP           | TP-85007     |                  |
| 12                   | 1974年12月1日  | お気に召すまま～ノスタルジア知子 | LP           | TP-72019     |                  |
| フィリップスレコード |                |                                  |              |              |                  |
| 13                   | 1975年12月5日  | えれじい・役者その１～娼婦～     | LP           | FX-6043      |                  |

#### ベストアルバム
| 発売日         | タイトル                                   | 規格   | 規格品番     |
| -------------- | ------------------------------------------ | ------ | ------------ |
| 1970年12月     | デラックス・ダブル                         | LP     | TP-7478/9    |
| 1971年5月5日   | 小川知子デラックス                         | LP     | TP-8080      |
| 1987年2月4日   | CDベストナウ 小川知子全曲集                | CD     | CA30-1377    |
| 2013年7月10日  | CDベストナウ 小川知子全曲集                | 配信   |              |
| 1992年8月26日  | ベスト・コレクション                       | CD     | TOCT-6654    |
| 2013年7月10日  | ベスト・コレクション                       | 配信   |              |
| 1994年11月9日  | 麗しのフレンチ・キャット!                  | CD     | TOCT-8596/7  |
| 2005年6月15日  | 麗しのフレンチ・キャット!                  | CD     | TOCT-11016/7 |
| 2013年7月10日  | 麗しのフレンチ・キャット!                  | 配信   |              |
| 1995年3月8日   | ビッグ・アーティスト・ベスト・コレクション | CD     | TOCT-8879    |
| 2013年7月10日  | ビッグ・アーティスト・ベスト・コレクション | 配信   |              |
| 1996年12月11日 | 想い出の音楽館                             | CD     | TOCT-9757    |
| 2013年7月10日  | 想い出の音楽館                             | 配信   |              |
| 2001年８月22日 | 小川知子 ベスト30                          | CD     | TOCT-0221    |
| 2013年7月10日  | 小川知子 ベスト30                          | 配信   |              |
| 2003年9月18日  | The Deluxe Beauty Tomoko Ogawa             | CD+DVD | TOCT-25181   |
| 2013年7月10日  | The Deluxe Beauty Tomoko Ogawa             | 配信   |              |
| 2005年8月24日  | NEW BEST 1500                              | CD     | TOCT-11028   |
| 2007年8月22日  | エッセンシャル・ベスト 小川知子            | CD     | TOCT-26314   |
| 2010年12月8日  | ゴールデン☆ベスト 小川知子                 | CD     |              |
| 2011年11月23日 | ゴールデン☆ベスト 小川知子                 | CD     | TOCT-11264   |
| 2013年7月10日  | ゴールデン☆ベスト 小川知子                 | 配信   |              |
| 2021年6月9日   | ゴールデン☆ベスト 小川知子                 | CD     | TYCN-60174   |

### タイアップ曲
| 年     | 楽曲             | タイアップ                |
| ------ | ---------------- | ------------------------- |
| 1977年 | ひとつ屋根の下で | TBS系ドラマ「家族」主題歌 |

## 著書
- 『ジュニアのためのおしゃれ百科』編 大岡まち子絵 若木書房 入門百科ジュニアシリーズ 1971
- 『美しく燃えて』学習研究社、1992年。
- 『宗教の反撃―講談社フライデー事件と裁判のすべて』（1993年、幸福の科学出版、景山民夫との共著）